# Campeonato de Escocia de Rugby 2004-05
El Campeonato de Escocia de Rugby (Premiership One) de 2004-05 fue la 32° edición del principal torneo de rugby de Escocia.

## Sistema de disputa
El torneo se disputó en formato de todos contra todos en la que cada equipo enfrentó a cada uno de sus rivales.
El equipo que al finalizar el torneo obtuviera mayor cantidad de puntos, se coronó como campeón del torneo, mientras que los últimos dos descienden a segunda división.

## Clasificación
| Pos. | Equipo                 | Encuentros | Encuentros | Encuentros | Encuentros | Tantos | Tantos | Tantos | Puntos |
| Pos. | Equipo                 | PJ         | PG         | PE         | PP         | F      | C      | Dif    | Puntos |
| ---- | ---------------------- | ---------- | ---------- | ---------- | ---------- | ------ | ------ | ------ | ------ |
| 1.º  | Glasgow Hawks          | 22         | 20         | 0          | 2          | 770    | 357    | +413   | 97     |
| 2.º  | Heriot's FP            | 22         | 15         | 1          | 6          | 623    | 417    | +206   | 76     |
| 3.º  | Boroughmuir RFC        | 21         | 14         | 0          | 7          | 568    | 392    | +176   | 69     |
| 4.º  | Melrose RFC            | 21         | 11         | 1          | 9          | 568    | 571    | -3     | 56     |
| 5.º  | Aberdeen Grammar Rugby | 21         | 11         | 0          | 10         | 533    | 442    | +91    | 54     |
| 6.º  | Biggar                 | 21         | 10         | 1          | 10         | 414    | 444    | -30    | 51     |
| 7.º  | Ayr RFC                | 21         | 10         | 1          | 10         | 473    | 473    | 0      | 48     |
| 8.º  | Hawick RFC             | 21         | 9          | 1          | 11         | 440    | 584    | -144   | 45     |
| 9.º  | Currie Chieftains      | 22         | 8          | 1          | 13         | 492    | 527    | -35    | 44     |
| 10.º | Watsonians             | 21         | 8          | 2          | 11         | 508    | 576    | -68    | 44     |
| 11.º | GHA                    | 22         | 7          | 0          | 15         | 458    | 556    | -98    | 39     |
| 12.º | Gala RFC               | 21         | 1          | 0          | 20         | 305    | 813    | -508   | 12     |

|  | Campeón.    |
|  | Descendido. |

| Bandera de Escocia    |
| Campeón Glasgow Hawks |
| Segundo título        |